# موطلي
المَوْطَليّ هو الزي التقليدي للمزاح في كوميديا مرتجلة.